# Gmina Priboj
Gmina Priboj (serb. Opština Priboj / Општина Прибој) – gmina w Serbii, w okręgu zlatiborskim. W 2018 roku liczyła 24 299 mieszkańców.
Spis powszechny 2022:
- Serbowie 72%
- Bośniacy 18%
- Muzułmanie 4%
- inni 6%